# Сюдек, Дорота
Доро́та Сю́дек (пол. Dorota Siudek), урожд. Загу́рская (пол. Zagórska, встречается ошиб. Загорска; род. 9 сентября 1975) — польская фигуристка, выступавшая в парном катании с Мариушем Сюдеком. Они несколько раз становились призёрами чемпионатов Европы и мира. В настоящее время работают тренерами и техническими специалистами ИСУ.

## Биография

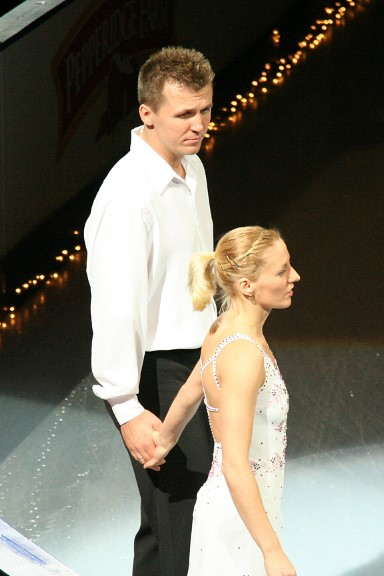
С Мариушем Сюдеком, Skate America 2006.

Дорота Загурска родилась 9 сентября 1975 года в Кракове, ПНР. Прежде, чем встать в пару с Мариушем Сюдеком, своим будущим мужем, Дорота выступала как одиночница, а затем в паре с Янушем Комендерой. Загурска и Сюдек девять раз становились чемпионами Польши. Тренировала их Ивона Мидларж-Хрушинска (пол. Iwona Mydlarz-Chruścińska); сочетание мощного партнёра и лёгкой партнёрши позволило выполнять сложнейшие поддержки, многооборотные, на одной руке, с рискованными спусками, в темпе, с безупречным балансом, что имело решающее значение при попадании в число призёров на чемпионатах Европы и мира. На Чемпионате мира 2000 года Сюдек предложил пожениться, что они и сделали в 2000 году. В 2003 году переехали в Монреаль, чтобы тренироваться у Ришара Готье. Спортсмены планировали окончить любительскую карьеру после сезона 2005—2006 гг., но решили остаться до 2007 года, так как чемпионат Европы 2007 года должен был проходить на их родине, в Польше. После чемпионата мира они объявили, что уходят из фигурного катания. Загурска, которая бо́льшую часть спортивной карьеры выступала под девичьей фамилией, сменила в сезоне 2006—2007 годов фамилию на Сюдек.
В настоящее время Сюдеки работают тренерами и проживают в городе Торунь. Они тренируют фигуристов-парников Стейси Кемп и Дэвида Кинга.